# Klax
Klax és un videojoc de trencaclosques similar al Tetris. El jugador ha de controlar les peces d'una cinta perquè no caiguin. Fent columnes de tres peces del mateix color, aquestes desapareixen. Opcionalment es poden tirar enrere, i cauen un altre cop des de l'inici de la pantalla, fins que s'omple tota i es perden vides. Quan se supera una determinada puntuació s'avança un nivell, fins a completar els 100 que ofereix el joc.
Publicat per Atari Games el 1990, Klax ha tingut versions de màquina recreativa, NES, Play Station i Game Gear, entre d'altres, essent un dels jocs més clàssics del gènere. Ha guanyat diversos concursos, entre ells el Best Mind Game de 1991.
La versió Atari 2600, llançada a mitjans de 1990, i Fatal Run, són els llançaments finals de la consola que es va suspendre a principis de 1992.